# 2015年加拿大大獎賽
2015年加拿大大獎賽（英語：2015 Canadian Grand Prix），官方名稱為2015年一級方程式賽車加拿大大獎賽（法語：Formula 1 Grand Prix du Canada 2015），是2015年6月7日舉辦於加拿大的一場一級方程式賽車賽事。比賽在吉爾·維倫紐夫賽道進行，總計70圈。這是2015年世界一級方程式錦標賽的第7場分站賽事。同時也是第52屆加拿大大獎賽。
丹尼爾·里卡多是上一屆的分站冠軍，他在去年取得他的生涯首場一級方程式賽車大獎賽勝利。最終，路易斯·漢米爾頓取得分站冠軍，而他的隊友尼可·羅斯堡則取得第二，威廉斯車手維爾特利·鮑達斯位居第三。

## 賽事簡報

### 背景
在經過先前在摩納哥的賽事後，看似毀掉了路易斯·漢米爾頓分站冠軍的進站策略在來到了加拿大，仍舊是一個談論的焦點。然而，在週四的新聞發布會上，這位世界冠軍堅稱他「一點都不在乎」這起事件，並提到：「我無法對過去做出改變，所以老實說再想著它已毫無意義，當前應該努力塑造未來。」
馬克斯·維斯塔潘因為在摩納哥與羅曼·格羅斯讓發生碰撞，需在此站受罰退五位起步。在最後一階段練習賽期間，紅牛二隊又為其車輛裝上本賽季的第五具內燃機。因為他超出了單季的四具動力單元配額，他將再額外受罰退十位起步。
賽道的最後一彎做了些微的改變。在比賽週末的第一階段練習賽前，賽會在緩衝區放置了安全柱，以防止車手過早重新進入賽道。在週六的第三階段練習賽之前，一個額外的橘色路緣被添加在14號彎的頂點處。賽會幹事表示「任何無法藉由賽道順利通過14號彎，或是接觸到一些新路緣部分的車手，並不需要保持在紅白色聚苯乙烯的左側，只要安全地重返賽道即可。」
漢米爾頓在車手積分榜上保持領先地位，與在西班牙和摩納哥前兩站贏得分站冠軍的隊友尼可·羅斯堡相差10分，緊追在羅斯堡之後的是落後其18分的賽巴斯蒂安·維泰爾。在車隊積分榜方面，梅賽德斯以84分的差距領先法拉利，而威廉斯則位居第三。

### 自由練習賽
這場比賽共有三階段自由練習賽，兩場在週五，剩下一場在週六排位賽之前的上午。在週五上午的第一階段練習賽期間，路易斯·漢米爾頓寫下全場最快圈速，相較去年同一階段的時間快上1秒，也比排名第二的他的隊友尼可·羅斯堡快約0.4秒。蓮花和印度威力皆有著不錯的速度，羅曼·格羅斯讓及尼克·胡肯伯格分別排名第三及第四快，落後漢米爾頓約1.5秒。此階段所發生的事故包括了漢米爾頓在他的車輛鎖死後打滑出去，以及在練習賽尾聲時，小卡洛斯·塞恩斯開始做他的最後一次計時圈，卻停在了維修道出口。
同樣的事情重新上演，漢米爾頓再度成為全場最快車手，但同時也犯下了一次失誤。因為第二階段練習賽下半場的一場傾盆大雨，他在濕滑的賽道用上中性胎，不慎於10號髮夾彎處衝出賽道，並撞毀了他的車輛。大部分的車隊僅在前半場賽道還是乾的情況下，讓他們的車手使用超軟胎出場。法拉利的時間看上去是顯著地接近了梅賽德斯，賽巴斯蒂安·維泰爾與奇米·雷克南分別以第二與第三名完賽，落後漢米爾頓約0.4秒。蓮花再度維持他們自第一階段以來的絕佳速度，帕斯托·馬爾多納多位居羅斯堡之後以第五快的成績完賽。
週六上午的第三階段練習賽兩度被紅旗打斷。終場20分鐘前，費利佩·納斯爾在賽道上左右搖擺車身暖胎，然而他在最後一段大直道的前半部分仍開著DRS，隨後他的車輛失去控制，撞上賽道內側的護欄。紅旗解除後，練習賽僅剩下12分鐘，且所有車手皆換上超軟胎上場。不久後，簡森·巴頓的動力單元故障停在7號彎處，再次出示了紅旗直到練習賽結束。最終，羅斯堡是全場最快的車手，領先雷克南0.5秒，而漢米爾頓僅做出9圈時間，以最慢的成績完賽。

### 排位賽

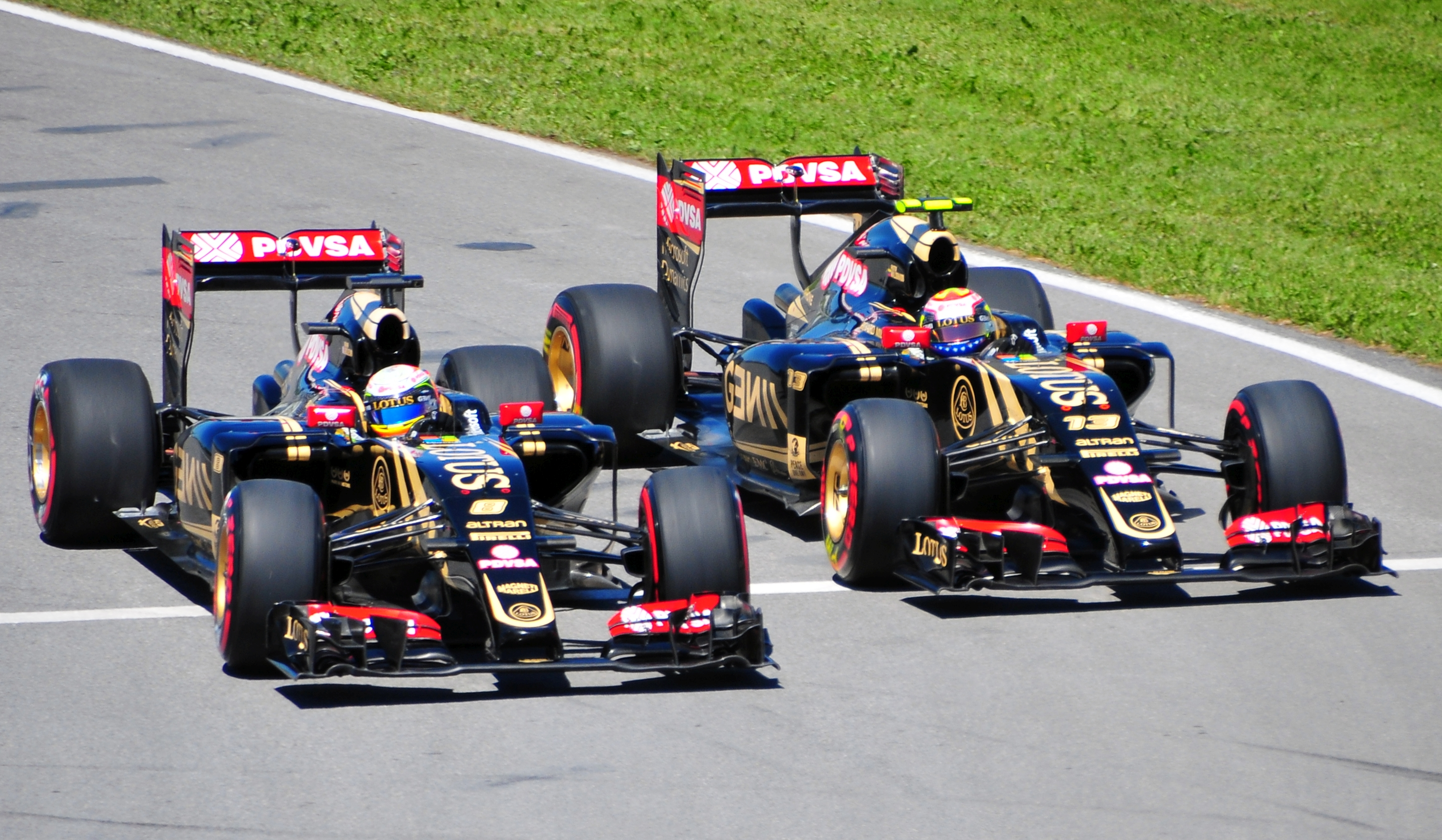
第三階段排位賽期間，兩輛蓮花車手同時離開維修區。

排位賽共包含三個部分，前兩階段分別各淘汰五名車手。總計45分鐘的排位賽分成了18、15及12分鐘三部分。薩伯在費利佩·納斯爾於練習賽的事故後，及時為他準備了一輛新車來參加排位賽。而簡森·巴頓的問題仍舊無法排除，使他錯過了排位賽，這意味著他將待賽會決定他是否能參與正賽。
在第一階段排位賽中，梅賽德斯能夠不用上較快的超軟胎，便做出低於1分16秒的圈速。羅曼·格羅斯讓是這一階段的最快車手，他使用超軟胎勉強地超越了兩位梅賽德斯車手。由於巴頓沒能參加，因此這一階段將淘汰四位車手。兩輛馬諾再度無法晉級，取得了第18及19位，而羅伯托·梅里首度在兩位車手都參加的情況下排在威爾·史蒂文斯前頭。剩餘被淘汰的是兩位較傑出的車手：賽巴斯蒂安·維泰爾和費利佩·馬薩皆遭受動力單元故障問題，分別取得第16與第17位。
路易斯·漢米爾頓是第二階段的最快車手，僅領先他的隊友尼可·羅斯堡0.012秒。梅賽德斯動力單元證明了其在高速的蒙特婁賽道的優越性，剩餘所有的梅賽德斯動力車輛皆順利挺進第三階段，而奇米·雷克南及兩輛紅牛則取得了剩下的三個名額。這也是印度威力在2015年首度兩輛車皆進入排位賽最終階段。
身為挺進排位賽最後階段的前十名車手，尼可·羅斯堡未能超越他在第二階段所做出的最快圈速。然而，漢米爾頓刷新了他的圈速，較德國人快上約0.3秒。當兩位車手在他們的第二次計時圈皆無法再刷新圈速後，漢米爾頓最終奪下了他職業生涯的第44座桿位。而在他們後排的是雷克南與維爾特利·鮑達斯兩位芬蘭人，接著是些微落後的蓮花車手羅曼·格羅斯讓及帕斯托·馬爾多納多。兩位蓮花車手更同時出車庫做他們的最後一次計時圈，從維修道並排地進入賽道。兩輛紅牛以第8與第9位完賽，拆散了尼克·胡肯伯格和塞吉歐·培瑞茲兩輛印度威力。

### 排位賽後
在排位賽後接受採訪時，路易斯·漢米爾頓表示在加拿大取得另一座桿位「非常地特別」，因為他在2007年的加拿大拿下了他生涯的首座分站冠軍。賽巴斯蒂安·維泰爾為他在排位賽的表現感到嘆息，他告訴德國電視台即使這輛車的一小部分損毀，但他仍有信心能在正賽推進名次，並提到了奇米·雷克南在排位賽中有著相當快的車速。
由於在第一階段排位賽未能做出任何在107%時間內的單圈時間，簡森·巴頓需要經過比賽幹事的允許，才得以在正賽中起步。幹事最終也授予他權限。排位賽後，麥拉倫必須為他的車輛換上本賽季的第五具熱能發電機單元（MGU-H）及第五具渦輪增壓器。由於超出了單季最高四具動力單元零件的限制，因此巴頓隨後接受了十位與五位的排位罰退。因為他已經落到了排位的最末端，剩餘的罰退將轉換為通過維修區處罰，並且要在比賽開始前三圈內完成。
賽巴斯蒂安·維泰爾在第三階段自由練習賽時，因為在紅旗揮舞狀態下超車馬諾瑪魯西亞的羅伯托·梅里，因此必須受罰退五位起跑。馬克斯·維斯塔潘在取得第12位排位後，他沒有足夠的排位來完成15位罰退。由於2015年的排位罰退不能結轉到下一站，所以取而代之的是他必須在正賽的第一次進站時罰停10秒。

### 正賽

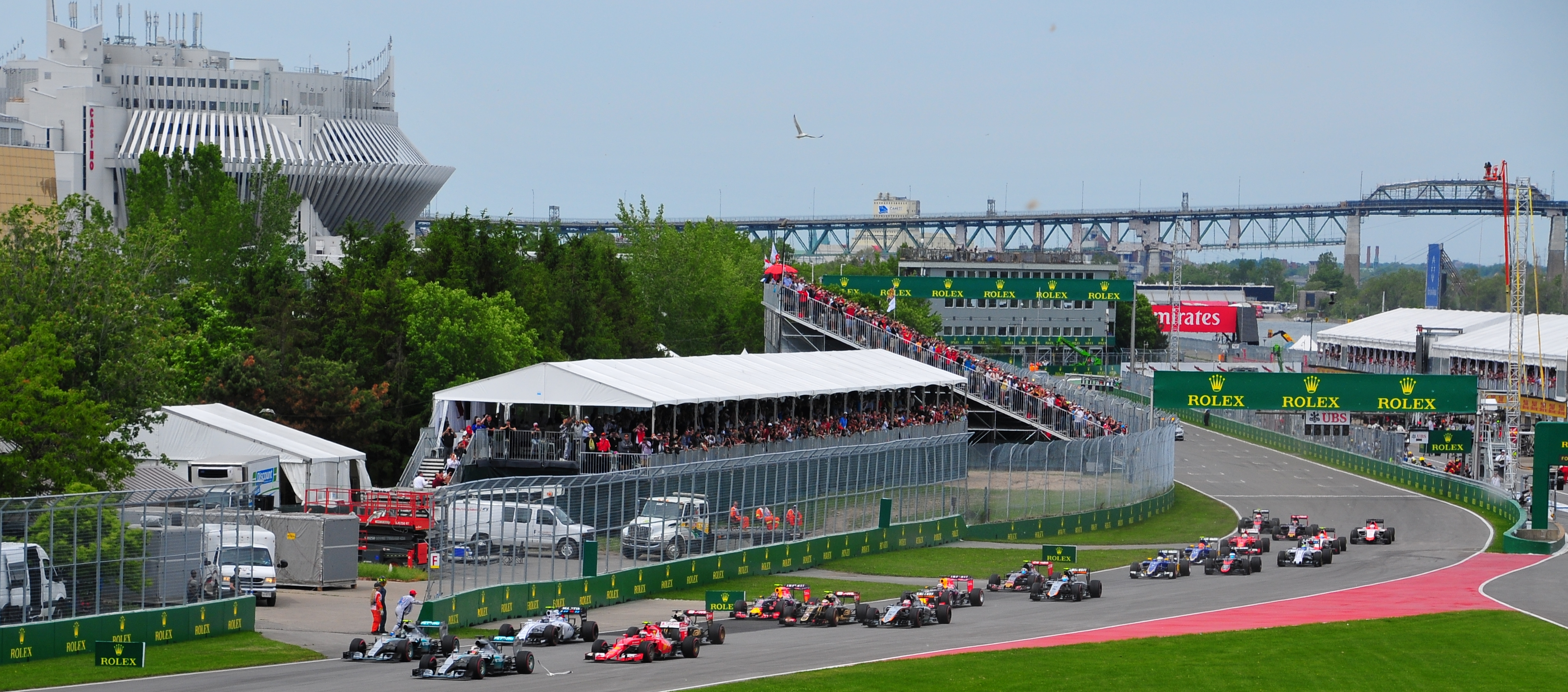
正賽展開。

比賽開始後，所有前段班的車手平安無事的通過1號彎，名次沒有任何變動。到了3號彎，尼克·胡肯伯格從外側超越了帕斯托·馬爾多納多，取得第6名。從後段班起跑的賽巴斯蒂安·維泰爾與費利佩·馬薩在比賽前期便提升了名次，在維泰爾於第9圈首次進站時，兩人分別位居第12與第13名。但這次的進站並不順利，他的車輛在此停了約6秒之久。馬薩接著在兩圈後，於1號及2號彎與第11名的马库斯·埃里克松近身肉搏，最終順利的超車。同時，前方的路易斯·漢米爾頓已經拉開了與第二名的羅斯堡足夠的差距，讓德國人沒有機會使用DRS來嘗試超車。
到了第14圈，馬薩超越了前一屆的分站冠軍丹尼爾·里卡多，晉升至第10名。第18圈時第7名的馬爾多納多進站後，前段班的首次進站在此展開。隨後，馬薩在第21圈時超越了第7名的丹尼爾·科維亞特，賽巴斯蒂安·維泰爾則被困在第16名，位在被告知節省燃油的麥拉倫車手費爾南多·阿隆索之後，而另一位麥拉倫車手簡森·巴頓也遭遇了同樣要節省油料的問題。然而，到了第23圈時，維泰爾成功超車阿隆索以及維斯塔潘和塞恩斯兩位紅牛二隊車手，上升至第13名。

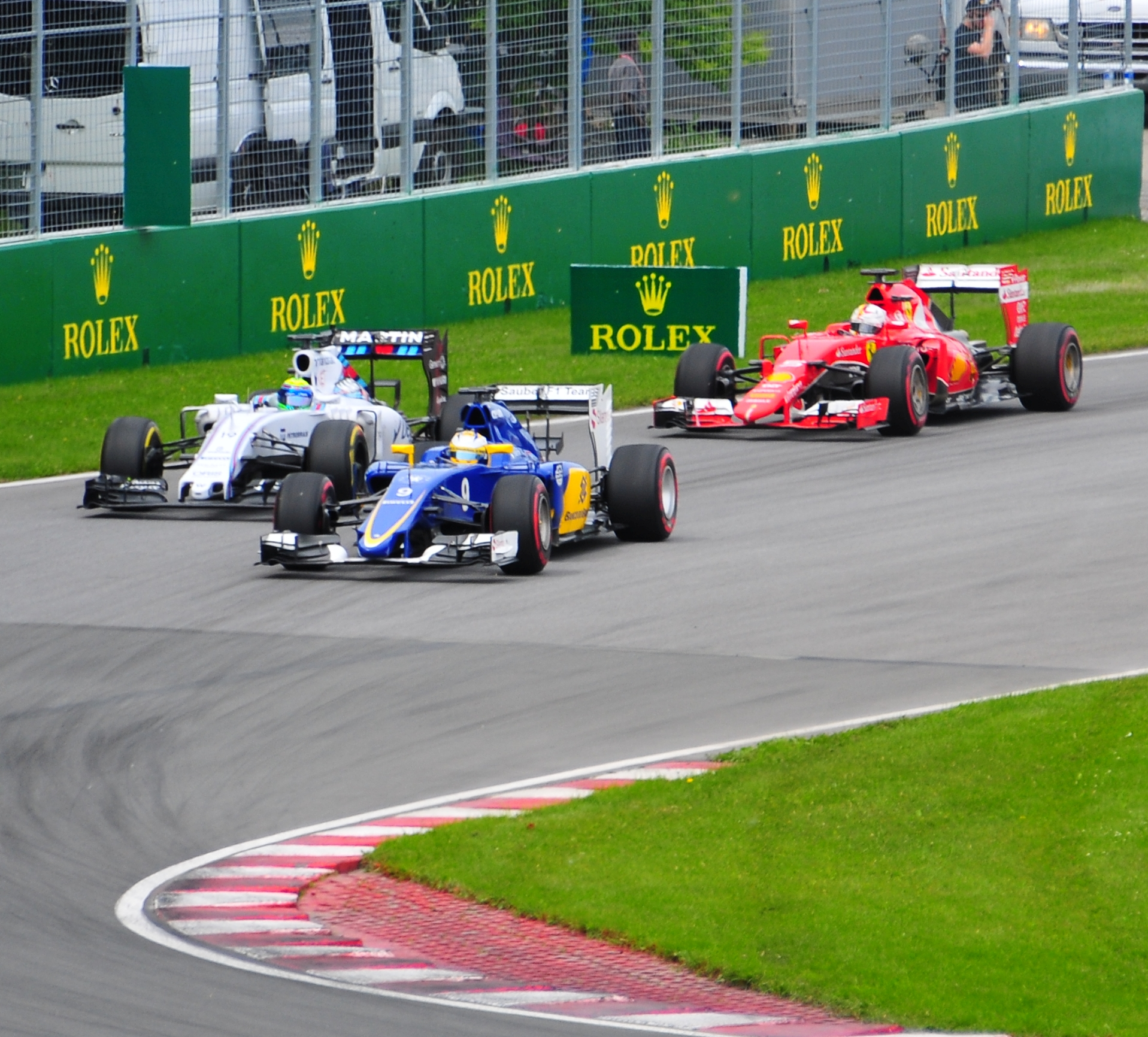
從差勁的排位出發的費利佩·馬薩與賽巴斯蒂安·維泰爾皆在正賽中力爭上游。

奇米·雷克南在第28圈時是首位前段班進站的車手，出來時位在第4名，但是在髮夾彎處發生與去年類似的打滑事故。這起事故浪費了他12秒的時間，並讓維爾特利·鮑達斯在第30圈進站後，從他手中奪走第3名之位。漢米爾頓也在此圈進站，而羅斯堡則在其兩圈後也進站，雙方都沒有發生任何意外。此刻，羅斯堡落後他的隊友約1.5秒。再四圈之後，賽巴斯蒂安·維泰爾完成他的第二次，同時也是最後一次的進站。之後，馬薩在第38圈執行他的首次也是唯一一次的進站，換上了紅色超軟胎，下滑至第9名。雷克南在第42圈再度進站，出來時維持在蓮花的羅曼·格羅斯讓之前的第4名。
第46圈時，維泰爾於最後一彎同胞尼克·胡肯伯格失控打滑時超車，來到第8名。費爾南多·阿隆索在兩圈後成為了本站首位退賽的車手，這也是他本季的連續第三次退賽。第52圈時，羅曼·格羅斯讓試圖套圈威爾·史蒂文斯，不過在超車過程中卻劃破了他的左後輪。這起事故也使他受罰5秒加時。另一位蓮花車手帕斯托·馬爾多納多同樣也丟失了一位，維泰爾在第56圈時超越了他，來到第5名。簡森·巴頓在兩圈後被車隊叫回車庫，同樣也以退賽收場。費利佩·馬薩在第64圈超車馬爾多納多，上升至第6名。最後幾圈，漢米爾頓保持領先地位，並奪下他職業生涯在蒙特婁的第四次勝利，領先隊友羅斯堡2.2秒，之後落後38秒的鮑達斯取得季軍。

### 正賽後

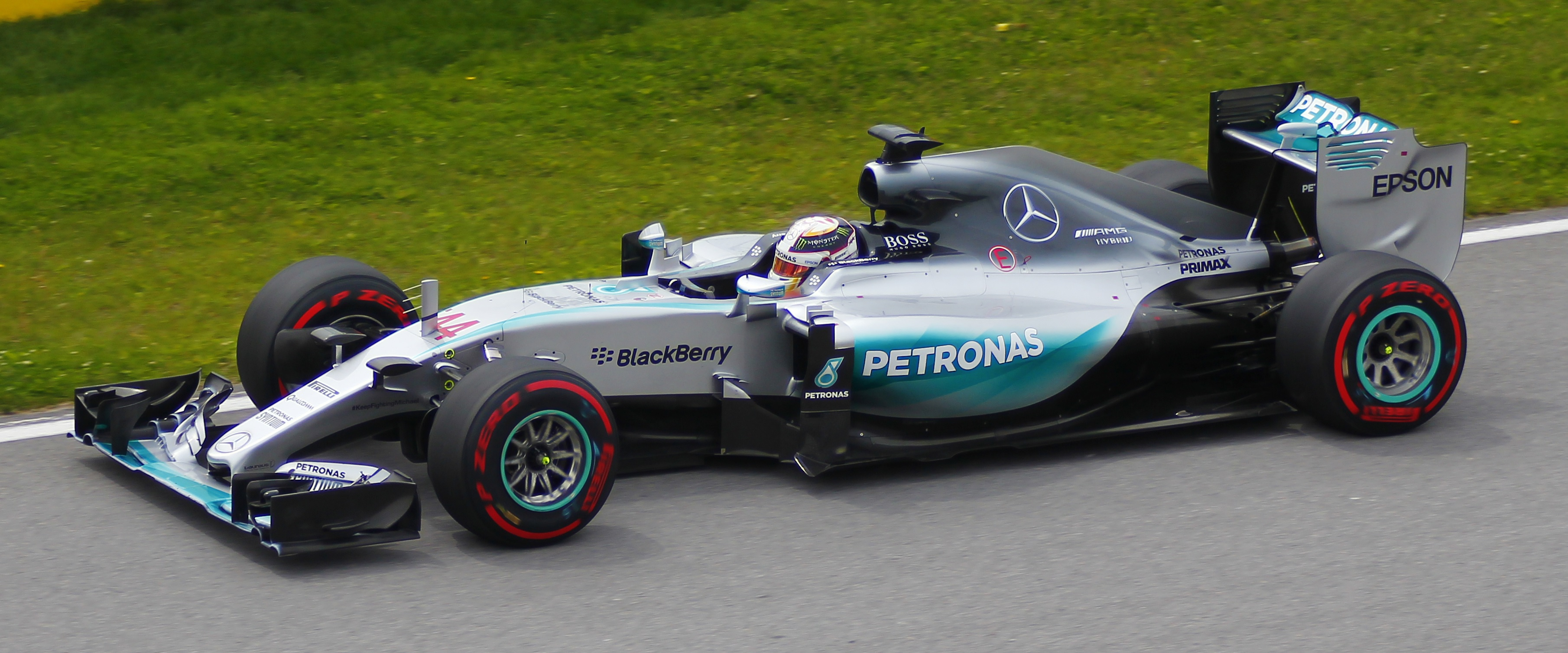
梅賽德斯車手路易斯·漢米爾頓贏得分站冠軍。

在頒獎台上由記者泰德·克拉維茨進行的訪問中，路易斯·漢米爾頓對他贏得分站冠軍表示高興，並說他在失望的摩納哥後正需要這次的勝利。然而，他也提到車輛在整場比賽中遭遇到了轉向不足的問題，他覺得自己「一直要讓它受到控制」，並說「我還有一些時間掌握在手中，當我需要的時候正可拿來解決問題，所以這並不會是個令人擔心的事情。」接著，尼可·羅斯堡認為他在週六的排位賽表現「造就了如此大的差別」，並浪費了他爭奪冠軍的機會。
賽後，奇米·雷克南透過車隊無線電對他的失控打滑致歉，而有許多人認為這浪費了他上頒獎台的機會。在賽後訪問中，他利用扭矩圖解釋在進站後引起的一個問題，造成他在髮夾彎失控打滑。在從15位發車以第6名完賽後，費利佩·馬薩對這場「精彩的比賽」感到高興，但仍感嘆他在排位賽所遭遇的問題，因為他覺得若是能從更前面的排位起跑，他就有可能站上頒獎台。
關於導致與威爾·史蒂文斯發生的碰撞，羅曼·格羅斯讓的超級駕照被記上兩點，並在賽後表示：「我認為我已經超越了馬諾，但很快地就知道並不是這樣。這完全是我的錯，我也為此道歉。身為一位車手，你永遠不要停止學習。」同時，賽巴斯蒂安·維泰爾堅決認為「（對尼克·胡肯伯格來說）這已經相當清楚了……當我來到足夠的距離，我便跑向外側，晚煞車並設法通過這個彎道。我很顯然地超前，然後我見到他在彎角的最後一部分踩下煞車，所以我立刻反應並開到賽道外，因為如果我還跑在賽道上，我們就有可能會撞上。」尼克·胡肯伯格反過來稱「維泰爾沒有給我留足夠的空間，所以我為了避免撞車持續踩著煞車，接著後輪失去控制而打滑。」不過，他也對自己以第8名完賽並拿下4分積分的成績表示滿意。

## 賽事結果

### 排位賽成績
| 名次               | 車號 | 車手              | 車隊              | 第一階段 | 第二階段 | 第三階段 | 發車位 |
| ------------------ | ---- | ----------------- | ----------------- | -------- | -------- | -------- | ------ |
| 1                  | 44   | 路易斯·漢米爾頓   | 梅賽德斯          | 1:15.895 | 1:14.661 | 1:14.393 | 1      |
| 2                  | 6    | 尼可·羅斯堡       | 梅賽德斯          | 1:15.893 | 1:14.673 | 1:14.702 | 2      |
| 3                  | 7    | 奇米·雷克南       | 法拉利            | 1:16.259 | 1:15.348 | 1:15.014 | 3      |
| 4                  | 77   | 維爾特利·鮑達斯   | 威廉斯-梅賽德斯   | 1:16.552 | 1:15.506 | 1:15.102 | 4      |
| 5                  | 8    | 羅曼·格羅斯讓     | 蓮花-梅賽德斯     | 1:15.833 | 1:15.187 | 1:15.194 | 5      |
| 6                  | 13   | 帕斯托·馬爾多納多 | 蓮花-梅賽德斯     | 1:16.098 | 1:15.622 | 1:15.329 | 6      |
| 7                  | 27   | 尼克·胡肯伯格     | 印度威力-梅賽德斯 | 1:16.186 | 1:15.706 | 1:15.614 | 7      |
| 8                  | 26   | 丹尼爾·科維亞特   | 紅牛-雷諾         | 1:16.415 | 1:15.891 | 1:16.079 | 8      |
| 9                  | 3    | 丹尼爾·里卡多     | 紅牛-雷諾         | 1:16.410 | 1:16.006 | 1:16.114 | 9      |
| 10                 | 11   | 塞吉歐·培瑞茲     | 印度威力-梅賽德斯 | 1:16.827 | 1:15.974 | 1:16.338 | 10     |
| 11                 | 55   | 小卡洛斯·塞恩斯   | 紅牛二隊-雷諾     | 1:16.611 | 1:16.042 |          | 11     |
| 12                 | 33   | 馬克斯·維斯塔潘   | 紅牛二隊-雷諾     | 1:16.361 | 1:16.245 |          | 191    |
| 13                 | 9    | 马库斯·埃里克松   | 薩伯-法拉利       | 1:16.796 | 1:16.262 |          | 12     |
| 14                 | 14   | 費爾南多·阿隆索   | 麥拉倫-本田       | 1:17.012 | 1:16.276 |          | 13     |
| 15                 | 15   | 費利佩·納斯爾     | 薩伯-法拉利       | 1:16.968 | 1:16.620 |          | 14     |
| 16                 | 5    | 賽巴斯蒂安·維泰爾 | 法拉利            | 1:17.344 |          |          | 182    |
| 17                 | 19   | 費利佩·馬薩       | 威廉斯-梅賽德斯   | 1:17.886 |          |          | 15     |
| 18                 | 98   | 羅伯托·梅里       | 瑪魯西亞-法拉利   | 1:19.133 |          |          | 16     |
| 19                 | 28   | 威爾·史蒂文斯     | 瑪魯西亞-法拉利   | 1:19.157 |          |          | 17     |
| 107%時間：1:21.207 |      |                   |                   |          |          |          |        |
| －                 | 20   | 簡森·巴頓         | 麥拉倫-本田       | 未做時間 |          |          | 203    |
| 來源：             |      |                   |                   |          |          |          |        |

註記：
- ^1 －馬克斯·維斯塔潘因為超出引擎使用配額，需受罰退十位起跑，由於沒有足夠退位，不足部分則改由賽後成績罰加時代替。[6][7]
- ^2 －賽巴斯蒂安·維泰爾因為在第三階段自由練習賽時，在紅旗揮舞狀態下超車，將受罰退五位起跑。[21]
- ^3 －簡森·巴頓雖然沒有做出排位時間，但仍獲比賽幹事准許在正賽中起步。他隨後又因為更換兩具動力單元，超出了他的使用配額，受罰退十位及五位排位。[19]

### 正賽成績
| 名次  | 車號 | 車手              | 車隊              | 圈數 | 時間/退賽   | 發車位 | 積分 |
| ----- | ---- | ----------------- | ----------------- | ---- | ----------- | ------ | ---- |
| 1     | 44   | 路易斯·漢米爾頓   | 梅賽德斯          | 70   | 1:31:53.145 | 1      | 25   |
| 2     | 6    | 尼可·羅斯堡       | 梅賽德斯          | 70   | +2.285      | 2      | 18   |
| 3     | 77   | 維爾特利·鮑達斯   | 威廉斯-梅賽德斯   | 70   | +40.666     | 4      | 15   |
| 4     | 7    | 奇米·雷克南       | 法拉利            | 70   | +45.625     | 3      | 12   |
| 5     | 5    | 賽巴斯蒂安·維泰爾 | 法拉利            | 70   | +49.903     | 18     | 10   |
| 6     | 19   | 費利佩·馬薩       | 威廉斯-梅賽德斯   | 70   | +56.381     | 15     | 8    |
| 7     | 13   | 帕斯托·馬爾多納多 | 蓮花-梅賽德斯     | 70   | +1:06.664   | 6      | 6    |
| 8     | 27   | 尼克·胡肯伯格     | 印度威力-梅賽德斯 | 69   | +1圈        | 7      | 4    |
| 9     | 26   | 丹尼爾·科維亞特   | 紅牛-雷諾         | 69   | +1圈        | 8      | 2    |
| 10    | 8    | 羅曼·格羅斯讓     | 蓮花-梅賽德斯     | 69   | +1圈        | 5      | 1    |
| 11    | 11   | 塞吉歐·培瑞茲     | 印度威力-梅賽德斯 | 69   | +1圈        | 10     |      |
| 12    | 55   | 小卡洛斯·塞恩斯   | 紅牛二隊-雷諾     | 69   | +1圈        | 11     |      |
| 13    | 3    | 丹尼爾·里卡多     | 紅牛-雷諾         | 69   | +1圈        | 9      |      |
| 14    | 9    | 马库斯·埃里克松   | 薩伯-法拉利       | 69   | +1圈        | 12     |      |
| 15    | 33   | 馬克斯·維斯塔潘   | 紅牛二隊-雷諾     | 69   | +1圈        | 19     |      |
| 16    | 12   | 費利佩·納斯爾     | 薩伯-法拉利       | 68   | +2圈        | 14     |      |
| 17    | 28   | 威爾·史蒂文斯     | 瑪魯西亞-法拉利   | 66   | +4圈        | 17     |      |
| Ret   | 98   | 羅伯托·梅里       | 瑪魯西亞-法拉利   | 57   | 驅動軸      | 16     |      |
| Ret   | 22   | 簡森·巴頓         | 麥拉倫-本田       | 54   | 排氣        | 20     |      |
| Ret   | 14   | 費爾南多·阿隆索   | 麥拉倫-本田       | 44   | 引擎        | 13     |      |
| 來源: |      |                   |                   |      |             |        |      |

### 賽後排名
|  | 名次 | 車手              | 積分 |
|  | ---- | ----------------- | ---- |
|  | 1    | 路易斯·漢米爾頓   | 151  |
|  | 2    | 尼可·羅斯堡       | 134  |
|  | 3    | 賽巴斯蒂安·維泰爾 | 108  |
|  | 4    | 奇米·雷克南       | 72   |
|  | 5    | 維爾特利·鮑達斯   | 57   |

|  | 名次 | 車隊            | 積分 |
|  | ---- | --------------- | ---- |
|  | 1    | 梅賽德斯        | 285  |
|  | 2    | 法拉利          | 180  |
|  | 3    | 威廉斯-梅賽德斯 | 104  |
|  | 4    | 紅牛-雷諾       | 54   |
|  | 5    | 蓮花-梅賽德斯   | 23   |

- 註記：僅列出前五名。